# جيوزيبي بيلوسكي
جيوزيبي بيلوسكي (بالإيطالية: Giuseppe Bellusci)‏ (مواليد 21 أغسطس 1989 في تريبيساكي - إيطاليا) لاعب كرة قدم إيطالي يلعب حاليا لصالح نادي الدرجة الأولى كاتانيا الإيطالي منذ 2009 في مركز الظهير الأيسر . .

## روابط خارجية
- جيوزيبي بيلوسكي على موقع قاعدة بيانات كرة القدم.إي يو (الإنجليزية)
- جيوزيبي بيلوسكي على موقع Soccerbase.com (لاعب) (الإنجليزية)
- جيوزيبي بيلوسكي على موقع Soccerway.com (الإنجليزية)
- جيوزيبي بيلوسكي على موقع عالم كرة القدم.نت (الإنجليزية)
- جيوزيبي بيلوسكي على موقع كووورة
- جيوزيبي بيلوسكي على موقع AS.com (الإسبانية)